# باوه
پاوه (كردية:Pawe,فارسية:پاوه) هي مدينة إيرانية تقع في محافظة كرمنشاه غرب إيران قرب الحدود العراقية الإيرانية ضمن منطقة تعرف باسم هورامان التي يشكل الأكراد غالبية سكانها حيث تعتبر باوه عاصمة منطقة هورامان ويتميز أكراد باوه بتحدثهم الهورامانية وهي لهجة كردية صعبة الفهم على بقية الأكراد لتميزها اللغوي، تبعد باوه حوالي 112 كم عن مدينة كرمنشاه.

## أعلام
- صانع جاله
- ناصر سبحاني